# Poinciana Plaza
Poinciana Plaza ist ein Stadtviertel von Key West auf der Insel Key West in den Florida Keys. 

## Lage
Das Wohngebiet befindet sich nördlich der Flagler Avenue und östlich des Kennedy Drive.

## Geschichte
Die Wohneinheiten in Poinciana Plaza wurden in der Mitte der 1950er Jahre für Bedienstete der US Navy gebaut. In den späten 1980er und 1990er Jahren waren sie unbewohnt und wurden umgebaut, bevor sie 1998 wieder vermietet wurden. Die „Navy Base Realignment and Closure Commission“, die die Neuordnung des Standorts nach Schließung der Navy-Militärbasis übernahm, schuf hier bezahlbaren Wohnraum in Key West. Die Stadt war über einen Vertrag mit der Navy in der Lage, 154 erschwingliche Wohneinheiten in Poinciana Plaza zu schaffen und der städtischen Verwaltung zuzuführen.